# Pierre Pichot
Pour les articles homonymes, voir Pichot.
Pierre Pichot est un psychiatre français, né à La Roche-sur-Yon le 3 octobre 1918 et mort le 23 juillet 2020 à Paris.
Ayant à la fois une formation en mathématiques et en psychologie, il s'est intéressé à la psychométrie ainsi qu'à la psychopathologie quantitative et a également aidé à introduire les tests psychologiques ainsi que la psychothérapie comportementale en France.
Il est président de l'Association mondiale de psychiatrie de 1977 à 1983, et de l'Association française de thérapie comportementale et cognitive de 1971 à 1973.

## Ouvrages
- Pierre Pichot, Les tests mentaux, 6e éd., Paris, Presses universitaires de France, 1967.
- Jean Delay et Pierre Pichot, Abrégé de psychologie, 3e éd., Paris, Masson, 1975.
- Pierre Pichot, Un siècle de psychiatrie, Laboratoires Roche éd., 1983.